# Infinite Icon
Infinite Icon — другий студійний альбом американської медійної персони та співачки Періс Гілтон, випущений 6 вересня 2024 року її продюсерською компанією 11:11 Media у партнерстві з ADA. Виконавчим продюсером альбому є Сіа. Він вийшов через 18 років після її дебютного альбому Paris (2006).

## Передумови та розвиток
Після виходу свого дебютного альбому Гілтон час від часу висловлювала зацікавленість у записі другого альбому Натомість вона випустила серію окремих синглів на лейблі Cash Money Records та власному Heiress Records, підлейблі Warner Bros. Records, а також взяла участь у записах пісень інших виконавців.
Після виконання пісні «Stars Are Blind» разом із Sia та Майлі Сайрус на спеціальному випуску NBC's Miley's New Year's Eve Party у грудні 2022 року, Sia заохотила Гілтон записати поп-альбом і запропонувала проводити сесії у неї вдома. Хілтон зауважила, що співачка «буквально пробудила в мені щось, про що я навіть не підозрювала, що маю. Раніше я більше співала дитячим голосом, дуже дихала і була схожа на Мерлін [Монро]. А з цим альбомом я просто відчула себе жінкою». Частина проекту була записана в домашніх студіях Сіа та Хілтона в Лос-Анджелесі.
В інтерв'ю Pride.com Гілтон сказала, що альбом «лише для геїв». Вона працювала з продюсером Бенні Бланко і розглядала пісні, якими поділилися з нею Майлі Сайрус і Меган Трейнор.

## Комерційні результати
Infinite Icon дебютував на 38 місці в американському чарті Billboard 200 з 18 000 проданих еквівалентів альбому, що стало першою появою Хілтон в чарті після її дебютного альбому Paris. Наступного тижня альбом покинув чарт.

## Трек-лист
| Трек-лист "Infinite Icon" | Трек-лист "Infinite Icon"                | Трек-лист "Infinite Icon"                                                                   | Трек-лист "Infinite Icon"                                                | Трек-лист "Infinite Icon" |
| #                         | Назва                                    | Автор                                                                                       | Продюсери та продюсерки                                                  | Тривалість                |
| ------------------------- | ---------------------------------------- | ------------------------------------------------------------------------------------------- | ------------------------------------------------------------------------ | ------------------------- |
| 1.                        | «Welcome Back»                           | Chloe Angelides Fran Hall Jesse Shatkin                                                     | Shatkin                                                                  | 2:15                      |
| 2.                        | «I'm Free» (разом з Rina Sawayama)       | Ultra Naté Lem Springsteen John Ciafone Naliya Rina Sawayama Pierre Blondo John-Adam Howard | House of Wolf Naliya Shatkin [a] Ryland Brockington [a] Alex Frankel [a] | 3:02                      |
| 3.                        | «Chasin'» (разом з Meghan Trainor)       | Meghan Trainor Ryan Trainor Yannick Rastogi Zacharie Raymond Paris Hilton                   | Banx & Ranx Shatkin [a]                                                  | 3:15                      |
| 4.                        | «BBA» (разом з Megan Thee Stallion)      | Deza Lily Hormel Myles Avery Hilton Shatkin Frankel Megan Pete                              | Avery Shatkin [a] Frankel [a]                                            | 2:55                      |
| 5.                        | «Fame Won't Love You» (разом з Sia)      | Sia Greg Kurstin Hilton                                                                     | Kurstin                                                                  | 3:19                      |
| 6.                        | «ADHD»                                   | Shatkin Hilton                                                                              | Shatkin                                                                  | 3:23                      |
| 7.                        | «Legacy»                                 | Dallas Caton Alex Chapman Alexandra Veltri Hilton                                           | Caton Shatkin [a] Frankel [a]                                            | 2:18                      |
| 8.                        | «Stay Young»                             | M. Trainor Tyler Johnson Kid Harpoon                                                        | Kid Harpoon Shatkin [a] Frankel [a]                                      | 3:30                      |
| 9.                        | «Infinity»                               | M. Trainor Justin Trainor                                                                   | J. Trainor Shatkin [a] Brockington [a] Frankel [a]                       | 2:44                      |
| 10.                       | «If the Earth Is Spinning» (разом з Sia) | Emily Warren Deza Ludvig Söderberg Sia Hilton Frankel                                       | Söderberg Shatkin [a] Frankel [a]                                        | 3:13                      |
| 11.                       | «Without Love» (разом з Maria Becerra)   | Veltri Chapman Shatkin                                                                      | Shatkin                                                                  | 2:46                      |
| 12.                       | «Adored»                                 | Caroline Ailin Caroline Pennell Shatkin                                                     | Shatkin                                                                  | 2:19                      |
| 34:59                     |                                          |                                                                                             |                                                                          |                           |

## Чарт
| Чарт (2024)                                 | Найвища позиція |
| ------------------------------------------- | --------------- |
| Велика Британія UK Digital Albums (OCC)     | 33              |
| Велика Британія UK Independent Albums (OCC) | 34              |
| США Billboard 200                           | 38              |
| США Independent Albums (Billboard)          | 7               |